# Canton de Boixe-et-Manslois
Le canton de Boixe-et-Manslois est une circonscription électorale française du département de la Charente créée par le décret du 20 février 2014 et entrée en vigueur lors des élections départementales de 2015.

## Histoire
Un nouveau découpage territorial de la Charente entre en vigueur en mars 2015, défini par le décret du 20 février 2014, en application des lois du 17 mai 2013 (loi organique 2013-402 et loi 2013-403). Les conseillers départementaux sont, à compter de ces élections, élus au scrutin majoritaire binominal mixte. Les électeurs de chaque canton élisent au Conseil départemental, nouvelle appellation du Conseil général, deux membres de sexe différent, qui se présentent en binôme de candidats. Les conseillers départementaux sont élus pour 6 ans au scrutin binominal majoritaire à deux tours, l'accès au second tour nécessitant 12,5 % des inscrits au 1er tour. En outre la totalité des conseillers départementaux est renouvelée. Ce nouveau mode de scrutin nécessite un redécoupage des cantons dont le nombre est divisé par deux avec arrondi à l'unité impaire supérieure si ce nombre n'est pas entier impair, assorti de conditions de seuils minimaux. Dans la Charente, le nombre de cantons passe ainsi de 35 à 19. Le nouveau canton de Boixe-et-Manslois est formé de communes des anciens cantons de Saint-Amant-de-Boixe et de Mansle.

## Représentation
| Période élective | Période élective | Mandat | Mandat   | Identité               | Nuance | Nuance | Qualité |
| ---------------- | ---------------- | ------ | -------- | ---------------------- | ------ | ------ | --- |
| 2015             | 2021             | 2015   | 2021     | Patrick Berthault      |        | PCF    | Agent SNCF - Maire de Maine-de-Boixe (1995-2020) Conseiller général du Canton de Saint-Amant-de-Boixe (2004-2015) |
| 2015             | 2021             | 2015   | 2021     | Nicole Bonnefoy        |        | PS     | Ancienne attachée parlementaire Sénatrice, ancienne conseillère générale du Canton de Mansle                      |
| 2021             | 2028             | 2021   | en cours | Nicole Bonnefoy        |        | PS     | Conseillère sortante                                                                                              |
| 2021             | 2028             | 2021   | en cours | Pierre-Hermann Mugnier |        | PS     | Directeur général des services à la mairie de Chasseneuil-sur-Bonnieure, maire de Nanclars                        |

### Résultats détaillés

#### Élections de mars 2015
À l'issue du 1er tour des élections départementales de 2015, deux binômes sont en ballottage : Patrick Berthault et Nicole Bonnefoy (Union de la Gauche, 50 %) et Bernadette Chatagnon et Eric Laforge (FN, 29,33 %). Le taux de participation est de 53,42 % (7 102 votants sur 13 295 inscrits) contre 50,21 % au niveau départementalet 50,17 % au niveau national.
Au second tour, Patrick Berthault et Nicole Bonnefoy (Union de la Gauche) sont élus avec 64,37 % des suffrages exprimés et un taux de participation de 54,09 % (4 157 voix pour 7 191 votants et 13 294 inscrits).

#### Élections de juin 2021
Le premier tour des élections départementales de 2021 est marqué par un très faible taux de participation (33,26 % au niveau national). Dans le canton de Boixe-et-Manslois, ce taux de participation est de 36,38 % (4 802 votants sur 13 201 inscrits) contre 33,39 % au niveau départemental. À l'issue de ce premier tour, deux binômes sont en ballottage : Nicole Bonnefoy et Pierre-Hermann Mugnier (Union à gauche, 53,33 %) et Jimmy Hentry et Ioana Vaudin (DVC, 23,47 %).
Le second tour des élections est marqué une nouvelle fois par une abstention massive équivalente au premier tour. Les taux de participation sont de 34,3 % au niveau national, 33,99 % dans le département et 35,32 % dans le canton de Boixe-et-Manslois. Nicole Bonnefoy et Pierre-Hermann Mugnier (Union à gauche) sont élus avec 66,24 % des suffrages exprimés (2 818 voix pour 4 663 votants et 13 203 inscrits),,.

## Composition
Le canton de Boixe-et-Manslois comprenait quarante et une communes entières à sa création.
À la suite de la création des communes nouvelles d'Aunac-sur-Charente qui regroupe les communes d'Aunac, de Bayers et de Chenommet depuis 1er janvier 2017 ainsi que celle de Moutonneau depuis le 1er janvier 2025 ; de Val-de-Bonnieure qui réunit les communes de Saint-Angeau, de Sainte-Colombe et de Saint-Amant-de-Bonnieure le 1er janvier 2018 ; de Mansle-les-Fontaines regroupant Mansle et Fontclaireau au 1er janvier 2023 ; puis de La Boixe issue de la fusion de Montignac-Charente et de Vars le 1er janvier 2025, le nombre de communes du canton descend à 34.
| Nom                              | Code Insee | Intercommunalité    | Superficie (km2) | Population (dernière pop. légale) | Densité (hab./km2) | Modifier                                    |
| -------------------------------- | ---------- | ------------------- | ---------------- | --------------------------------- | ------------------ | ------------------------------------------- |
| La Boixe (bureau centralisateur) | 16393      | CC Cœur de Charente | 36,09            | 2 862 (2022)                      | 79                 | modifier les données · modifier les données |
| Ambérac                          | 16008      | CC Cœur de Charente | 12,10            | 312 (2022)                        | 26                 | modifier les données · modifier les données |
| Anais                            | 16011      | CC Cœur de Charente | 9,87             | 566 (2022)                        | 57                 | modifier les données · modifier les données |
| Aunac-sur-Charente               | 16023      | CC Cœur de Charente | 17,01            | 662 (2022)                        | 39                 | modifier les données · modifier les données |
| Aussac-Vadalle                   | 16024      | CC Cœur de Charente | 17,61            | 549 (2022)                        | 31                 | modifier les données · modifier les données |
| Cellefrouin                      | 16068      | CC Cœur de Charente | 40,09            | 579 (2022)                        | 14                 | modifier les données · modifier les données |
| Cellettes                        | 16069      | CC Cœur de Charente | 9,37             | 388 (2022)                        | 41                 | modifier les données · modifier les données |
| La Chapelle                      | 16081      | CC Cœur de Charente | 7,69             | 191 (2022)                        | 25                 | modifier les données · modifier les données |
| Chenon                           | 16095      | CC Cœur de Charente | 10,48            | 125 (2022)                        | 12                 | modifier les données · modifier les données |
| Coulonges                        | 16108      | CC Cœur de Charente | 3,02             | 121 (2022)                        | 40                 | modifier les données · modifier les données |
| Fontenille                       | 16141      | CC Cœur de Charente | 9,52             | 343 (2022)                        | 36                 | modifier les données · modifier les données |
| Juillé                           | 16173      | CC Cœur de Charente | 8,60             | 176 (2022)                        | 20                 | modifier les données · modifier les données |
| Lichères                         | 16184      | CC Cœur de Charente | 4,94             | 95 (2022)                         | 19                 | modifier les données · modifier les données |
| Lonnes                           | 16191      | CC Cœur de Charente | 7,51             | 188 (2022)                        | 25                 | modifier les données · modifier les données |
| Luxé                             | 16196      | CC Cœur de Charente | 12,17            | 732 (2022)                        | 60                 | modifier les données · modifier les données |
| Maine-de-Boixe                   | 16200      | CC Cœur de Charente | 9,35             | 476 (2022)                        | 51                 | modifier les données · modifier les données |
| Mansle-les-Fontaines             | 16206      | CC Cœur de Charente | 11,36            | 2 092 (2022)                      | 184                | modifier les données · modifier les données |
| Mouton                           | 16237      | CC Cœur de Charente | 9,08             | 223 (2022)                        | 25                 | modifier les données · modifier les données |
| Nanclars                         | 16241      | CC Cœur de Charente | 5,73             | 210 (2022)                        | 37                 | modifier les données · modifier les données |
| Puyréaux                         | 16272      | CC Cœur de Charente | 8,11             | 571 (2022)                        | 70                 | modifier les données · modifier les données |
| Saint-Amant-de-Boixe             | 16295      | CC Cœur de Charente | 22,39            | 1 327 (2022)                      | 59                 | modifier les données · modifier les données |
| Saint-Ciers-sur-Bonnieure        | 16307      | CC Cœur de Charente | 10,44            | 313 (2022)                        | 30                 | modifier les données · modifier les données |
| Saint-Front                      | 16318      | CC Cœur de Charente | 13,35            | 358 (2022)                        | 27                 | modifier les données · modifier les données |
| Saint-Groux                      | 16326      | CC Cœur de Charente | 4,50             | 130 (2022)                        | 29                 | modifier les données · modifier les données |
| La Tâche                         | 16377      | CC Cœur de Charente | 7,30             | 106 (2022)                        | 15                 | modifier les données · modifier les données |
| Tourriers                        | 16383      | CC Cœur de Charente | 6,77             | 787 (2022)                        | 116                | modifier les données · modifier les données |
| Val-de-Bonnieure                 | 16300      | CC Cœur de Charente | 28,11            | 1 339 (2022)                      | 48                 | modifier les données · modifier les données |
| Valence                          | 16392      | CC Cœur de Charente | 10,87            | 190 (2022)                        | 17                 | modifier les données · modifier les données |
| Ventouse                         | 16396      | CC Cœur de Charente | 10,15            | 121 (2022)                        | 12                 | modifier les données · modifier les données |
| Vervant                          | 16401      | CC Cœur de Charente | 9,56             | 147 (2022)                        | 15                 | modifier les données · modifier les données |
| Villejoubert                     | 16412      | CC Cœur de Charente | 7,82             | 367 (2022)                        | 47                 | modifier les données · modifier les données |
| Villognon                        | 16414      | CC Cœur de Charente | 9,17             | 332 (2022)                        | 36                 | modifier les données · modifier les données |
| Vouharte                         | 16419      | CC Cœur de Charente | 10,64            | 312 (2022)                        | 29                 | modifier les données · modifier les données |
| Xambes                           | 16423      | CC Cœur de Charente | 5,25             | 235 (2022)                        | 45                 | modifier les données · modifier les données |
| Canton de Boixe-et-Manslois      | 1605       |                     | 406,02           | 17 525 (2022)                     | 43                 | modifier les données                        |

## Démographie
En 2022, le canton comptait 17 525 habitants, en évolution de −0,76 % par rapport à 2016 (Charente : −0,48 %, France hors Mayotte : +2,11 %).
| 2013   | 2018   | 2022   |
| ------ | ------ | ------ |
| 17 571 | 17 524 | 17 525 |